# Call of the Pharaoh
Call of the Pharaoh (engl. „Der Ruf des Pharaoh“) ist ein Multiplayer-Handyspiel von Cellufun, welches innerhalb der Handy-Online-Community von Cellufun gespielt wird.

## Handlung
Bei dem Spiel handelt es sich im Prinzip um einen virtuellen Bauwettbewerb, bei dem die Spieler um die größte Pyramide wetteifern. Um an Baumaterial und Helfer für die Arbeiten zu kommen, müssen die Teilnehmer mit anderen Benutzern in der Community zusammenarbeiten. Dieser Gemeinschaftsaspekt liefert die ausschlaggebende Langzeit-Motivation für das Spiel, an dem Tausende Spieler gemeinsam teilnehmen. Das Spiel geht über einen Zeitraum von mehreren Monaten und läuft ständig weiter. Ein klar definiertes Ziel gibt es nicht, die Spieler werden durch die Möglichkeit, „Trophäen“ genannte Auszeichnungen zu sammeln und durch den schieren Wettbewerb in der Gemeinschaft motiviert.

## Auszeichnungen
Call of the Pharaoh gewann auf dem Mobile World Congress in Barcelona zusammen mit My Hangman die außerordentlich doppelt verliehene Auszeichnung „Best Mobile Game“ bei den Global Mobile Awards 2008.